# Antje Frank
Antje Frank (Bartmannshagen, 5 de junio de 1968) es una deportista alemana que compitió para la RDA en remo.
Participó en los Juegos Olímpicos de Barcelona 1992, obteniendo una medalla de bronce en la prueba de cuatro sin timonel. Ganó una medalla de bronce en el Campeonato Mundial de Remo de 1990, en la misma prueba.

## Palmarés internacional
| Representando a la RDA   |                      |                   |                    |
| Campeonato Mundial       |                      |                   |                    |
| Año                      | Lugar                | Medalla           | Prueba             |
| 1990                     | Tasmania (Australia) | Medalla de bronce | Cuatro sin timonel |
| Representando a Alemania |                      |                   |                    |
| Juegos Olímpicos         |                      |                   |                    |
| Año                      | Lugar                | Medalla           | Prueba             |
| 1992                     | Barcelona (España)   | Medalla de bronce | Cuatro sin timonel |